# Guillermo Arenas
Guillermo Arenas Reyes es un ex ciclista profesional español. Nació en Pola de Laviana (Asturias) el 22 de febrero de 1963. Fue profesional entre los años 1984 y 1992.

## Palmarés
1983
Tercer puesto Campeonato Amateur de España en ruta. Elda 1983
1984
- 1 etapa de la Vuelta a los Valles Mineros
- 1 etapa de la Vuelta a Andalucía

1986
- Tercer clasificado de la Vuelta a Asturias
- 1 etapa de la Vuelta a Asturias

## Equipos
- Reynolds (1984-1985)
- Teka (1986)
- BH Sport (1987-1988)
- Caja Rural-Paternina (1989)
- CLAS-Cajastur (1990-1991)
- CHCS-Ciemar (1992)